# 雲紋鰓棘鱸
雲紋鰓棘鱸，為輻鰭魚綱鱸形目鱸亞目鮨科的其中一種，分布於西印度洋區，包括從肯亞至南非、葛摩、馬達加斯加、模里西斯、塞席爾群島、英屬印度洋領地等海域，棲息深度3-62公尺，體長可達96公分，為底棲性魚類，屬肉食性，可作為食用魚。

## 擴展閱讀
維基物種上的相關：雲紋鰓棘鱸